# Vennes (métro de Lausanne)
Pour les articles homonymes, voir Vennes.
Vennes est une station de métro de la ligne M2 du métro de Lausanne, située route de Berne, à proximité de l'échangeur avec l'autoroute A9, dans le quartier Sallaz/Vennes/Séchaud, à Lausanne, capitale du canton de Vaud. Elle dessert notamment le garage-atelier de la ligne M2, le complexe Aquatis et un parc relais, le tout intégré dans le même ensemble, ainsi que le COFOP (centre d'apprentissage et de préapprentissage) et le sud du Biopôle.
Mise en service en 2008, elle a été conçue par le cabinet d'architecture CCHE Architectes.
C'est une station, équipée d'ascenseurs, qui est accessible aux personnes à mobilité réduite.

## Situation sur le réseau
Établie à 683 mètres d'altitude, la station Vennes est établie au point kilométrique (PK) 5,511 de la ligne M2 du métro de Lausanne, entre les stations Fourmi (direction Ouchy-Olympique) et  Croisettes (terminus de la ligne).

## Histoire
Comme toute la partie nord de la ligne, les travaux de construction de la station débutent en 2004 et elle est mise en service le 27 octobre 2008, lors de l'ouverture à l'exploitation de la ligne M2. Son nom a pour origine le quartier de Vennes qu'elle dessert. Elle est réalisée par le cabinet d'architecture CCHE Architectes, qui ont dessiné une station souterraine, intégrant le raccordement entre le garage-atelier construit à proximité et la ligne, sur deux niveaux communiquant par une mezzanine surplombant les voies et possédant des dalles vitrées, l'accès en surface étant intégré au parc relais.
En 2012, elle était la treizième station la plus fréquentée de la ligne, avec 405 000 voyageurs ayant transité par la station, et l'une des moins fréquentées avec Jordils et Fourmi.

## Service des voyageurs

### Accès et accueil
La station ne possède qu'une seule entrée, comprenant deux ascenseurs et les escaliers, donnant accès à la mezzanine et aux quais, un par sens. Cette configuration ne nécessite pas d'escaliers mécaniques et lui permet d'être accessible aux personnes à mobilité réduite. Elle dispose de deux quais, équipés de portes palières, encadrant les deux voies, qui elle-même encadrent la voie de raccordement vers le garage-atelier.

### Desserte
La station Vennes est desservie tous les jours de la semaine, la ligne fonctionnant de 5 h 15 à 0 h 45 du matin (1 h du matin les vendredis et samedis soir) environ, par l'ensemble des circulations qui parcourent l'intégralité de la ligne. Les fréquences varient entre 4 et 7,5 minutes selon le jour de la semaine,. La station est fermée en dehors des heures de service de la ligne.

### Intermodalité
La station n'est desservie par aucune autre ligne de transport en commun.